# Château de Horion
Le château de Horion est situé à Horion-Hozémont dans la province de Liège, en Belgique.

## Histoire

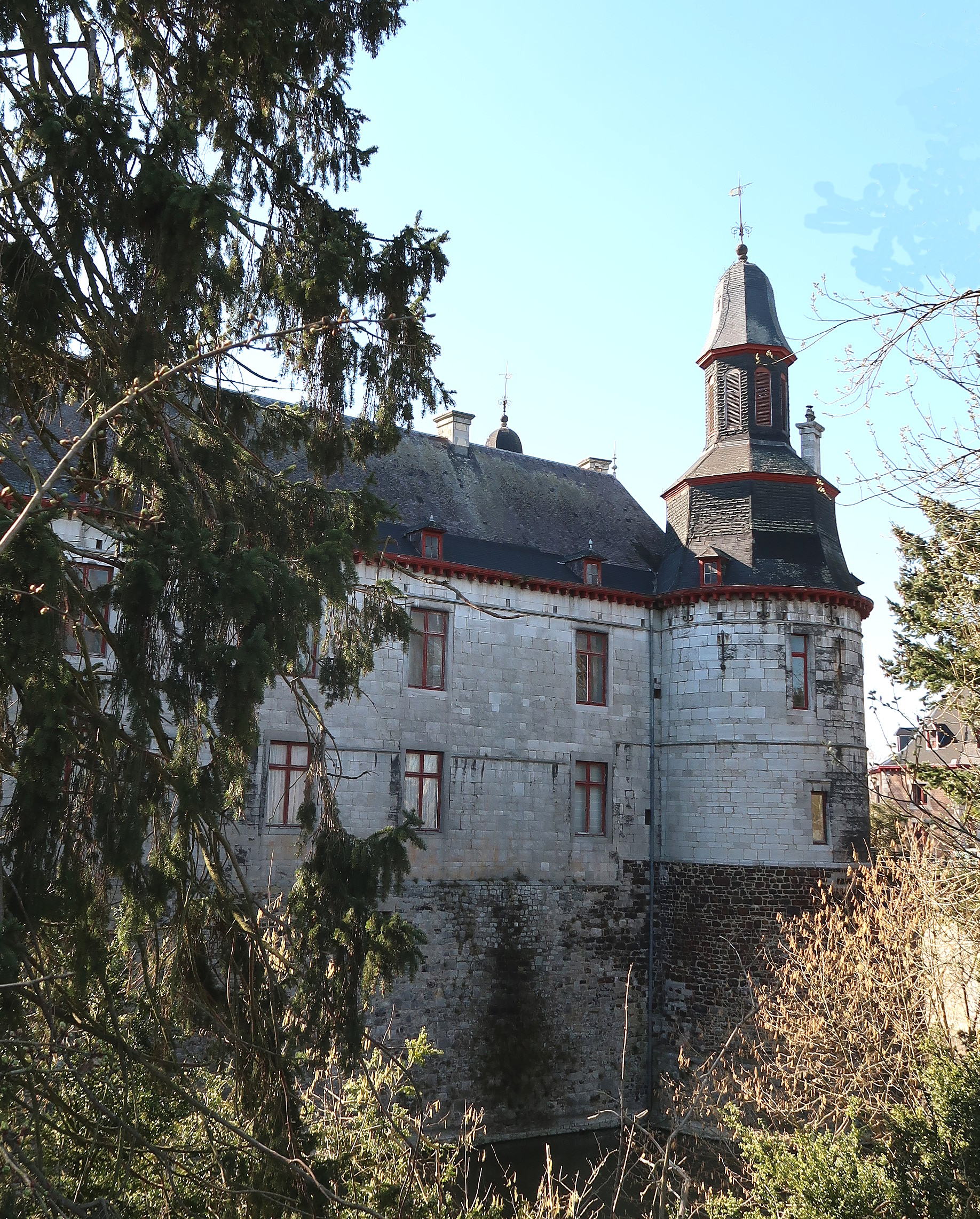
Le château

Le château de Horion fut construit dans le courant du XIVe siècle par le chevalier Guillaume de Horion, avoué de l’abbaye de Stavelot et époux de Marguerite d'Oyenbrugge de Duras. Guillaume de Horion était le fils de Raes de Hemricourt, seigneur de Crenewick (1322-1379) et de Jeanne de Rulant de Hozémont de Horion. Guillaume de Horion, qui abandonna le nom de Hemricourt, son père, pour prendre celui «de Horion», son oncle, en vertu de son testament (1337) qui l'avait institué son héritier. Il retint néanmoins les armes de son père, d'Hemricourt, qui sont d'argent à la bande de gueules, et qui restèrent à l'avenir celles de la famille de Horion. Les possesseurs de ce château étaient qualifiés de «seigneur du Pas-Saint-Martin» et «voués de Horion».
La famille de Horion fut l'une des plus considérables de la principauté de Liége, par son ancienneté, par les hautes charges dont furent revêtus plusieurs de ses membres, et par le rôle important que plusieurs d'entre eux ontjoué dans les affaires publiques.
Mais, depuis le XVIe siècle, la branche ainée et masculine qui possédait Horion, s'était éteinte en Guillaume de Horion, dont la fille aînée avait épousé le chevalier Jean de Carondelet, seigneur de Potelle. Horion resta dans cette famille jusqu'à la fin du XVIIe siècle, où il fut saisi et passa dans les mains de la famille des Salme, seigneurs d'Engis, auxquels a succédé la famille de Grady par le mariage de l'héritière Catherine-Jeanne de Salme avec le seigneur Henri de Grady, chevalier du Saint-Empire et échevin de la souveraine justice de Liége.
Le château de Horion, qui entra en possession d'un descendant de cette famille, le chevalier Henri de Grady de Horion, l'a fait restaurer complètement.
Le château de Horion a subi une attaque militaire en 1702, sous Joseph-Clément de Bavière, lors de la guerre de succession d'Espagne. Le récit s'en trouve dans un rapport adressé à la haute cour de Horion:
« Un détachement de cinq cents hommes de la garnison hollandaise de Maastricht ayant voulu surprendre la ville de Huy occupée par des troupes françaises et espagnoles, et ayant manqué leur coup, ils furent obligés de passer cette nuit dans la basse-cour et château de Horion, où, le lendemain matin 13 mai 1702, ils furent attaqués par un gros détachement de cavalerie et infanterie française et espagnole de la garnison de Liége, laquelle y survint avec du canon... les dits Hollandais firent une défense telle que les assiégeants furent obligés de désister de leur entreprise. »

## Architecture

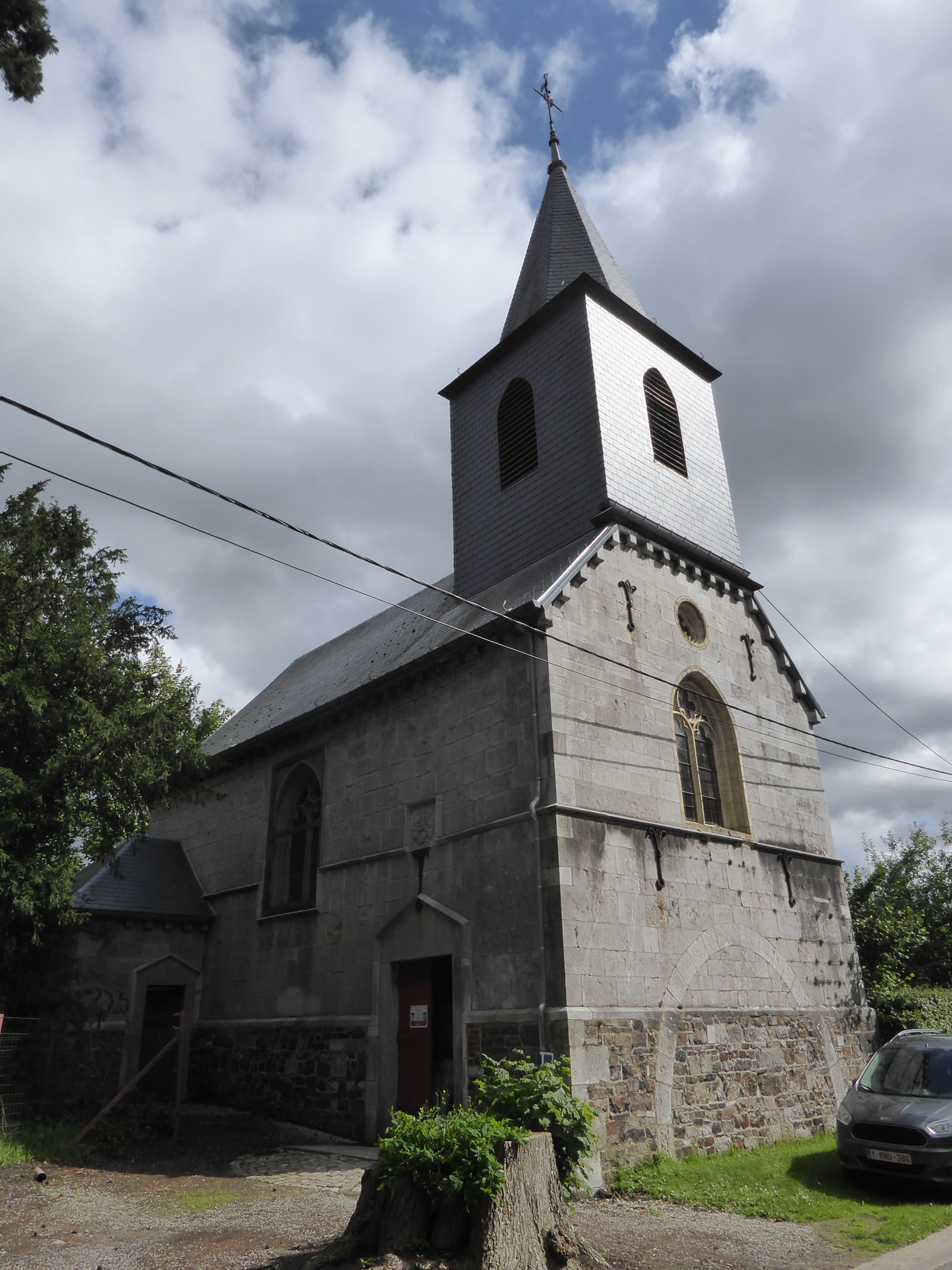
Chapelle du château de Horion

Très important château, fortifié et entouré de douves profondes. Il possède deux ailes: une orientée au nord et l’autre à l’est, encore en place, aux angles marqués par trois des quatre tours flanquant jadis l'assiette en carré. 
Baignant dans l'eau, hautes parois de moellons, non contemporaines, en grès ou en calcaire, au fruit prononcé, et percées çà et là d'ouvertures de défense. Large retraite calcaire à la naissance de la tour nord-est; retraite moins forte mais talutée à la base du niveau principal, au départ des murailles calcaires réglées du château actuel.
Pour la flanquer, deux des trois massives tours circulaires coiffées à l'impériale avec lanternon et éclairées de baies jadis à traverse sur montants monolithes. Au centre de l'aile, étroit avant-corps en ressaut d'une travée, sous fronton triangulaire aux armes Grady-Salme, daté de 1725: entrée cintrée à clé sous fronton bombé, baie jadis à croisée à l'étage; de part et d'autre de celles-ci, glissières du pont-levis, obturées; dessus, rythmé de boulins, cordon larmier courant sur toute la bâtisse. Pour le reste de cette face de l'aile nord, galeries vitrées récentes appliquées contre le 1er niveau, baies jadis à croisée, toujours du XVIIIe siècle, à l'étage. Bâtière d'ardoises à coyaux, croupes et épis, lucarnes.
La façade sud, vers l'intérieur, sans doute du XVIIIe siècle, aujourd'hui dégagée à la vue par la suppression des ailes ouest et sud, et percée de baies du XIXe siècle en cinq travées sur deux niveaux. Portion de muraille plus ancienne à l’ouest.
L'aile est, plus longue, en moellons calcaires vers l'intérieur: cinq travées irrégulières, sur deux niveaux, de baies également hautes et larges, du XIXe siècle; bâtière d'ardoises à coyaux, croupes et épis. En face extérieure, comme pour la tour sud-est, même appareil régulier calcaire et même structure, mais baies sans meneaux, étonnantes et apparemment plus récentes, fruit hypothétique d'une large restauration de ce côté.
Vaste terrasse, agrandie considérablement par l'arasement des deux autres ailes, accessible par un pont de pierre en trois arches à l'ouest, peut-être jadis en aile sud également, au point d'arrachement visible en son milieu.
Dépendances du XIXe siècle vers le nord, du parc aux arbres centenaires.

## Propriétaires
1. Comte Guillaume de Horion

Blason de Horion

Blason de Carondelet

Blason de Grady de Horion

2. Chevalier Jean de Carondelet (1429-1501)
3. Chevalier Ferry de Carondelet
4. Baron Ferry de Carondelet
5. Baron Charles-Nicolas de Carondelet
6. Charles-Antoine de Salme
7. Chevalier Henri de Grady de Horion (1683-1757)
8. Chevalier Henri de Grady de Horion (1707-1765)
9. Chevalier Henri de Grady de Horion (1755-1835)
10. Chevalier Henri de Grady de Horion (1785-1864)
11. Chevalier Henri de Grady de Horion (1818-1903)
12. Chevalier Alphonse de Grady de Horion (1863-1954)
13. Chevalier Henri de Grady de Horion (1893-1982)